# Wybory do Parlamentu Europejskiego we Francji w 2004 roku
Wybory do Parlamentu Europejskiego VI kadencji we Francji zostały przeprowadzone 13 czerwca 2004, a dzień wcześniej w niektórych terytoriach zamorskich.

## Wyniki wyborów
| Lista wyborcza                                                 | Głosy   | %     | Mandaty |
| -------------------------------------------------------------- | ------- | ----- | ------- |
| Partia Socjalistyczna                                          | 4,9 mln | 28,9% | 31      |
| Unia na rzecz Ruchu Ludowego                                   | 2,8 mln | 16,6% | 17      |
| Unia na rzecz Demokracji Francuskiej                           | 2,0 mln | 11,9% | 11      |
| Front Narodowy                                                 | 1,7 mln | 9,8%  | 7       |
| Zieloni                                                        | 1,2 mln | 7,4%  | 6       |
| Ruch dla Francji                                               | 1,1 mln | 6,7%  | 3       |
| Francuska Partia Komunistyczna i Komunistyczna Partia Reunionu | 1,0 mln | 5,9%  | 3       |
| Walka Robotnicza i Rewolucyjna Liga Komunistyczna              | 0,4 mln | 2,5%  | 0       |
| Łowiectwo, Wędkarstwo, Przyroda, Tradycja                      | 0,3 mln | 1,7%  | 0       |
| Zgromadzenie na rzecz Francji                                  | 0,3 mln | 1,7%  | 0       |
| pozostali                                                      | 1,1 mln | 6,7%  | 0       |
| Razem                                                          |         |       | 78      |